# Evtrofikacija
Evtrofikacija oz. evtrofizacija (iz grške besede eutrophos - »dobro prehranjen«) je proces večanja količine biomase v vodi kot posledica povečane koncentracije anorganskih hranil (npr. nitratov in fosfatov) v ekosistemu. Fenomen je najočitnejši v stoječih ali počasi tekočih vodnih telesih (jezerih, ribnikih, obalnih morjih, počasnih potokih), kjer je te snovi največkrat zastajajo. Večja količina hranilnih snovi omogoči hitro razmnoževanje alg, natančneje modrozelenih cepljivk, ki prerastejo površino vodnega telesa. Ta pojav imenujemo cvetenje voda. Ta množica alg tudi množično odmira in ob bakterijski razgradnji odmrlega organskega materiala se intenzivno porablja kisik. To povzroči znižanje koncentracije kisika v vodotoku, ki postane nezadostna za preživetje drugih organizmov (žuželk, rib ipd.). Njihovo odmiranje še pospeši evtrofikacijo.
Evtrofikacijo smatramo za onesnaženost, saj gre navadno za umetno spremembo naravnega kroženja snovi. Največkrat je evtrofikacija posledica vnašanja odpadne vode iz kanalizacije in gnojenih kmetijskih površin v naravno okolje. Posebej je opazna v gosto poseljenih območjih in območjih z intenzivnim kmetijstvom. V nekaterih primerih pa je evtrofikacija posledica naravnega procesa zaraščanja in sukcesije.
V Sloveniji sta evtrofikaciji najbolj izpostavljena Blejsko jezero in Tržaški zaliv.